# Quelque part dans le temps
Pour plus de détails, voir Fiche technique et Distribution.
Quelque part dans le temps (Somewhere in Time) est un film fantastique romantique américain réalisé par Jeannot Szwarc, sorti en 1980.
Il s’agit de l’adaptation du roman Le Jeune Homme, la Mort et le Temps (Bid Time Return) — paru en 1975, dont le thème est le voyage dans le temps — écrit par Richard Matheson, qui est également scénariste du film.

## Synopsis
Le 19 mai 1972, le soir de la première représentation de sa toute première pièce de théâtre, Richard Collier est abordé en coulisses par une vieille dame qui lui remet une montre de poche et lui dit juste ceci : « Reviens-moi ».
Huit ans plus tard (en 1980), alors qu'il essaie de trouver l'inspiration pour sa nouvelle pièce au Grand Hotel (un hôtel isolé, situé sur une île du lac Huron au nord des États-Unis), il est étrangement captivé par la beauté d'une jeune femme, sur une vieille photographie exposée au musée de l'hôtel. Avec l'aide d'Arthur Biehl, un très vieil homme qui a travaillé à l'hôtel à partir de l’année 1910, Richard apprend que cette femme est Elise McKenna, une célèbre actrice des années 1920, qui a séjourné dans l'établissement en 1912. En approfondissant ses recherches, il découvre qu'Elise était la vieille dame qui lui avait remis la montre huit ans plus tôt, et qu'elle est morte le soir de leur rencontre.
La piste d'Elise mène Richard à son ancien professeur de philosophie à l'université, le docteur Finney, un spécialiste de l'autosuggestion, discipline qui, selon ce dernier, permettrait de voyager dans le temps. Pour y parvenir, le sujet doit écarter de sa vue tout élément en relation avec l’époque présente et se convaincre qu'il est dans le passé. De retour dans sa chambre, Richard essaie d'appliquer ce principe dans le but de revenir en 1912, sans succès. Il est sur le point de renoncer, mais il découvre, alors qu’il consulte un registre de l'hôtel de l’année 1912, que sa propre signature y figure, preuve qu'il va réussir… ou qu'il a déjà réussi. S'engage alors un voyage dans le temps où Richard quitte effectivement son époque pour trouver l'amour dans le passé.

## Fiche technique
Sauf indication contraire, les informations mentionnées dans cette section peuvent être confirmées par la base de données cinématographiques IMDb,  présente dans la section « Liens externes ».
- Titre original : Somewhere in Time
- Titre français : Quelque part dans le temps
- Réalisation : Jeannot Szwarc
- Scénario : Richard Matheson, d’après son roman Le Jeune Homme, la Mort et le Temps (Bid Time Return, paru en 1975)
- Direction artistique : Seymour Klate
- Costumes : Jean-Pierre Dorléac
- Photographie : Isidore Mankofsky
- Montage : Jeff Gourson
- Musique : John Barry, bande originale de Sergueï Rachmaninov
- Production : Stephen Deutsch et Ray Stark
- Société de production : Rastar
- Société de distribution : Universal Pictures
- Pays d’origine :  États-Unis
- Langue originale : anglais
- Genre : fantastique romantique
- Durée : 103 minutes
- Dates de sortie :
  - États-Unis : 3 octobre 1980
  - France : 6 mai 1981
- Affiches : Bill Gold (États-Unis), Georges Kerfyser (France)

## Distribution
- Christopher Reeve (VF : Pierre Arditi) : Richard Collier
- Jane Seymour (VF : Monique Morisi) : Elise McKenna
  - Susan French : Elise McKenna, âgée
- Christopher Plummer (VF : Jacques Thébault) : William Fawcett Robinson
- Teresa Wright : Laura Roberts
- Bill Erwin (VF : Henri Labussière) : Arthur Biehl
  - Sean Hayden (VF : Jackie Berger) : Arthur Biehl, jeune
- George Voskovec (VF : Samson Fainsilber) : le docteur Gerald Finney
- John Alvin : le père d'Arthur Biehl
- Eddra Gale : Genevieve
- Tim Kazurinsky (VF : Thierry Bourdon) : le photographe
- William H. Macy : le critique
- Ted Liss : l'agent de Richard

## Production
Sauf indication contraire, les informations mentionnées dans cette section peuvent être confirmées par la base de données cinématographiques IMDb,  présente dans la section « Liens externes ».

### Tournage

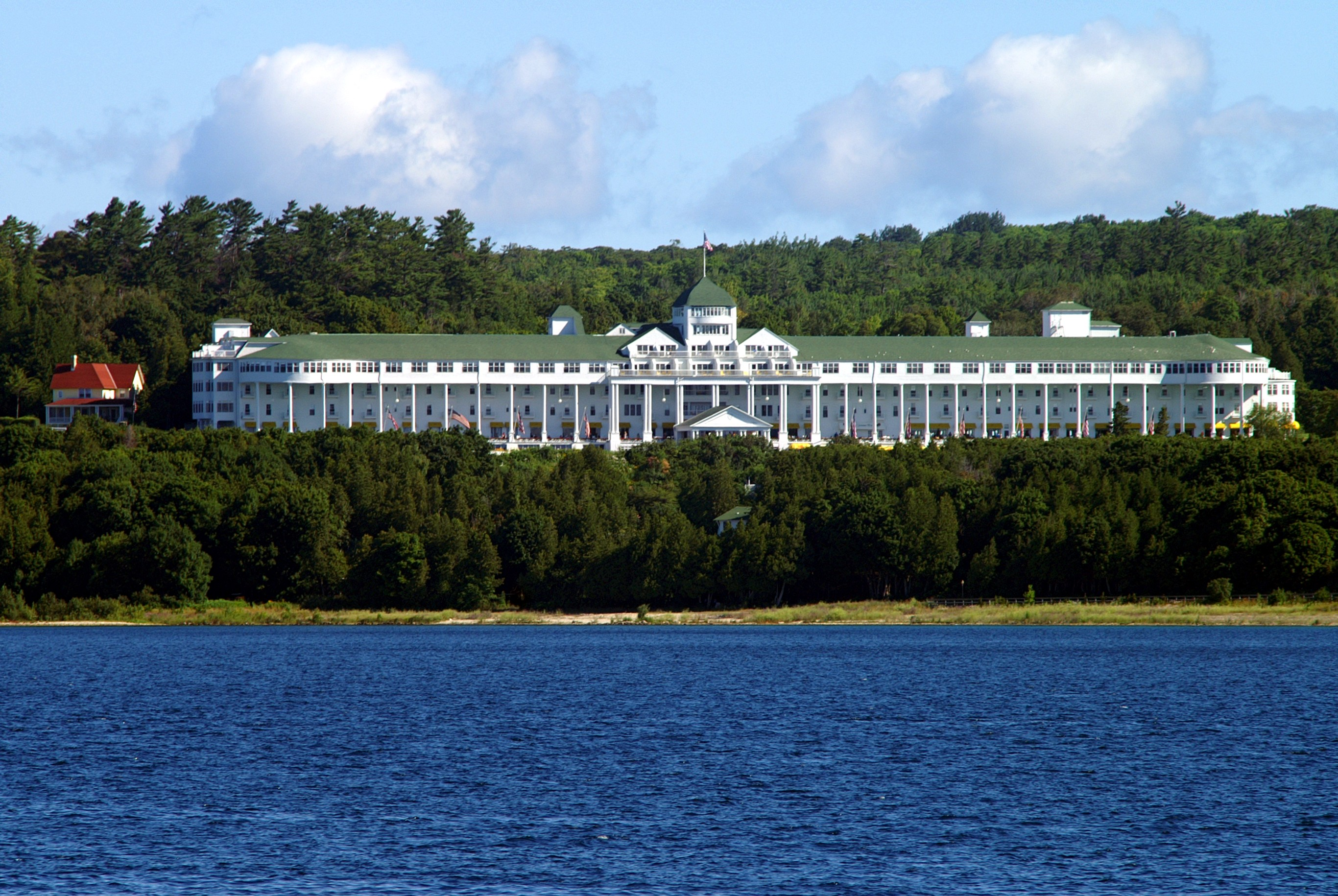
Le Grand Hotel, où a été tourné le film : l’hôtel est situé sur l’île Mackinac, une île du lac Huron, grand lac du Nord des États-Unis.

À l'origine, le film devait être tourné dans le même hôtel de luxe que celui du roman : l'Hotel del Coronado de San Diego, en Californie. Mais il s'est avéré que l'établissement avait été par trop modernisé : antennes sur les toits, fenêtres en aluminium, courts de tennis tout neufs, bâtiment moderne construit sur la propriété ne permettaient pas de faire passer l'établissement pour un hôtel de 1912. Le choix de la production s'est alors porté sur le Grand Hotel, situé sur l'île Mackinac, une île du grand lac Huron, dans l'État du Michigan (États-Unis). Les bâtiments ont gardé leur aspect d'origine. Les automobiles étant interdites sur l'île (seules y sont autorisées les calèches et les bicyclettes), l'équipe de tournage a dû demander l'autorisation de la ville pour en utiliser.
De nombreux habitants de l'île Mackinac ont figuré dans le film. Dans le domaine de l'hôtel, une plaque sur un monument de pierre marque l'endroit où Richard et Elise se sont rencontrés dans le film et une suite de l’hôtel a même été baptisée Somewhere in Time du nom anglais du film.

## Musique
Sauf indication contraire, les informations mentionnées dans cette section peuvent être confirmées par la base de données cinématographiques IMDb,  présente dans la section « Liens externes ».
Le film est connu pour sa musique, composée par John Barry. La dix-huitième variation de la Rhapsodie sur un thème de Paganini, de Sergei Rachmaninoff, est jouée également tout au long du film.
Le père de John Barry mourut quelques jours avant Noël 1979, et sa mère rejoignit son défunt époux quatre mois plus tard, en avril 1980. John Barry déclara[réf. à confirmer] plus tard qu'il n'avait pas pour coutume de composer ce type de musique, mais les sentiments et émotions suscités par la perte très récente de ses deux parents avaient beaucoup influé sur l'écriture de la musique du film.

## Anecdotes
Sauf indication contraire, les informations mentionnées dans cette section peuvent être confirmées par la base de données cinématographiques IMDb,  présente dans la section « Liens externes ».
- Dans le film, le moment où Richard Collier contemple le portrait d'Elise McKenna pour la première fois est également celui où Christopher Reeve le regarde pour la première fois : l'acteur n'avait pas voulu le voir à l'avance, permettant ainsi à la caméra de filmer une réaction plus authentique de son personnage. Ce même portrait a été utilisé pour le personnage de Michaela Quinn (Jane Seymour) dans la série télévisée Docteur Quinn, femme médecin.
- Richard Matheson, l'auteur du roman initial puis du scénario, fait une brève apparition dans le film sous les traits d'un client de l'hôtel en 1912 : il joue le personnage choqué à la vue de Christopher Reeve coupé au visage après s'être rasé avec un coupe-chou. Sa fille Ali Marie Matheson y apparaît également dans le rôle d’une étudiante.
- Dans le film, Richard Collier consulte le docteur Finney, un théoricien du voyage dans le temps. Il s’agit d’un clin d’œil adressé à l'écrivain de science-fiction Jack Finney, dont le roman Le Voyage de Simon Morley a été publié cinq ans plus tôt et a inspiré partiellement la trame du film : il contient notamment une méthode quasi identique pour voyager dans le temps.
- L’actrice Jane Seymour a confié, au moment de la mort du réalisateur Jeannot Szwarc en janvier 2025, que ce film avait changé sa vie[1].

## Différences avec le roman
- Dans le roman, Richard Collier voyage de 1971 à 1896, et non de 1980 à 1912 comme dans le film.
- Au tout début du film, la scène où une vieille femme remet à Richard une montre de poche (qu'une version plus âgée de lui-même lui avait donnée) n'apparaît pas dans le livre. Ainsi, le paradoxe ontologique créé par cet événement — à savoir que la montre n'a jamais été fabriquée mais qu'elle existe éternellement — est absent aussi.
- Dans le livre, deux médiums — et non William Fawcett Robinson (l’imprésario d'Élise) — prédisent l’arrivée de Richard Collier.
- La mort de Richard, à la fin du film, est provoquée par le chagrin d'avoir perdu Élise. Dans le roman, il meurt d'une tumeur au cerveau et le livre évoque l'idée que l'expérience du voyage dans le temps puisse n'être qu'une simple série d'hallucinations.
- Dans le roman, l’histoire se déroule à l'Hotel del Coronado de San Diego alors que, dans le film, elle se situe au Grand Hotel de l'île Mackinac, du grand lac Huron, au nord des États-Unis.

## Culte autour du film
En 1990, un fan club officiel du film a été créé. Au mois d'octobre de cette même année, un week-end « Quelque part dans le temps » a été organisé au Grand Hotel.
Chaque mois d’octobre, le fan club du film y organise sa convention annuelle, au cours de laquelle le film Quelque part dans le temps est projeté sur grand écran, et où des rencontres ont lieu avec les vedettes et l'équipe du film ; un bal costumé du style Belle Époque y est en outre donné,.

## Récompenses
- 1981 : Saturn Award de la meilleure musique pour John Barry
- 1981 : Saturn Award des meilleurs costumes pour Jean-Pierre Dorléac
- 1981 : Saturn Award du meilleur film fantastique
- 1981 : prix de la critique au Festival international du film fantastique d'Avoriaz[5]
- 1981 : prix du meilleur film et du meilleur acteur (pour Christopher Reeve) au Fantafestival[6]